# Stampij om een schuiftrompet
Stampij om een schuiftrompet is het 26e deel van de Bob Evers-boekenreeks van de schrijver Willy van der Heide.

## Verhaal
Hoofdpersonen van de serie zijn de Nederlandse jongens Arie Roos en Jan Prins en hun Amerikaanse vriend Bob Evers.
Het verhaal gaat over een dievenbende die gestolen diamanten vanuit Frankrijk naar Amsterdam wil smokkelen. De smokkelwaar is verstopt in de schuif van een trombone. Trombonist Wim Kolstee van het Dutch Swing College is gevraagd deze trombone mee te nemen en in Amsterdam af te geven. Door een geintje van een ander lid van het DSC zijn de tromboneschuiven verwisseld van Wim Kolstees eigen exemplaar en het exemplaar dat hij zou meenemen. Daardoor ontstaat grote verwarring bij de dievenbende over waar welke schuif is, wie ervan af weet en hoe ze aan 'hun' diamanten moeten komen. De ontknoping vindt plaats tijdens een concert van het DSC en het trio Pim Jacobs/Rita Reys in het Haagse Gebouw voor Kunsten en Wetenschappen.

## Drukgeschiedenis
De eerste druk werd in 1959 gepubliceerd door de uitgeverij De Eekhoorn te Apeldoorn in een hardcoveruitgave, met stofomslag en illustraties van Rudy van Giffen. In hetzelfde jaar verschenen nog twee drukken.
In 1969 werd het formaat gewijzigd. Het boek werd voortaan gepubliceerd als pocketboek (17,5 × 11,5 cm). De tekst van deze uitgave was door de auteur bewerkt. De druknummering werd voortgezet en tot 1989 verschenen de volgende drukken:
- 1969 tot 1981: 4e t/m 14e druk, omslag van Moriën
- 1983: 15e druk, omslag van Carol Voges
- 1989: 16e druk, omslag van Bert Zeijlstra

In de pocketeditie zijn geen illustraties opgenomen.

## Trivia
De schrijver, die in het dagelijks leven bekendstond onder de naam Willem van den Hout, woonde in de jaren vijftig van de twintigste eeuw op de Kaag naast Peter Schilperoort, leider van de Dutch Swing College Band. Zij kwamen regelmatig bij elkaar over de vloer en hadden een wederzijdse interesse voor elkaars werk. Hieruit ontstond het idee voor een Bob Evers-verhaal met het orkest in de hoofdrol.